# Expedition Zork
Expedition Zork is een boomstamattractie in het Nederlandse Attractiepark Toverland en staat in het themagebied Wunder Wald. 

## Rit
De boomstamattractie is afkomstig van de Duitse attractiebouwer MACK Rides.
Expedition Zork staat in het westelijke deel van het indoor themagebied Wunder Wald. Het traject ligt deels buiten en deels in de hal en kent twee afdalingen. Het indoorgedeelte van de attractie is deels verwerkt in een groen gekleurde rotsformatie. Hier bevindt zich een zeven meter hoge afdaling. De afdaling begaat de boot achteruit. Boven in de rotsformatie is een gezicht zichtbaar van Zork, een Toverlandtypetje. In de mond van Zork bevindt zich een waterspuit die bezoekers langs de baan nat spuit.
Via een optakeling betreden de boten een boom, gemaakt van spuitbeton. Direct daarna volgt de tweede afdaling van vijftien meter hoog, de twee na hoogste afdaling van alle boomstamattracties in Nederland. Deze begaan de bezoekers voorwaarts. Tijdens de afdaling wordt een onride foto genomen. Na deze afdaling varen de boten via de vijver terug naar het station.

## Verhaal

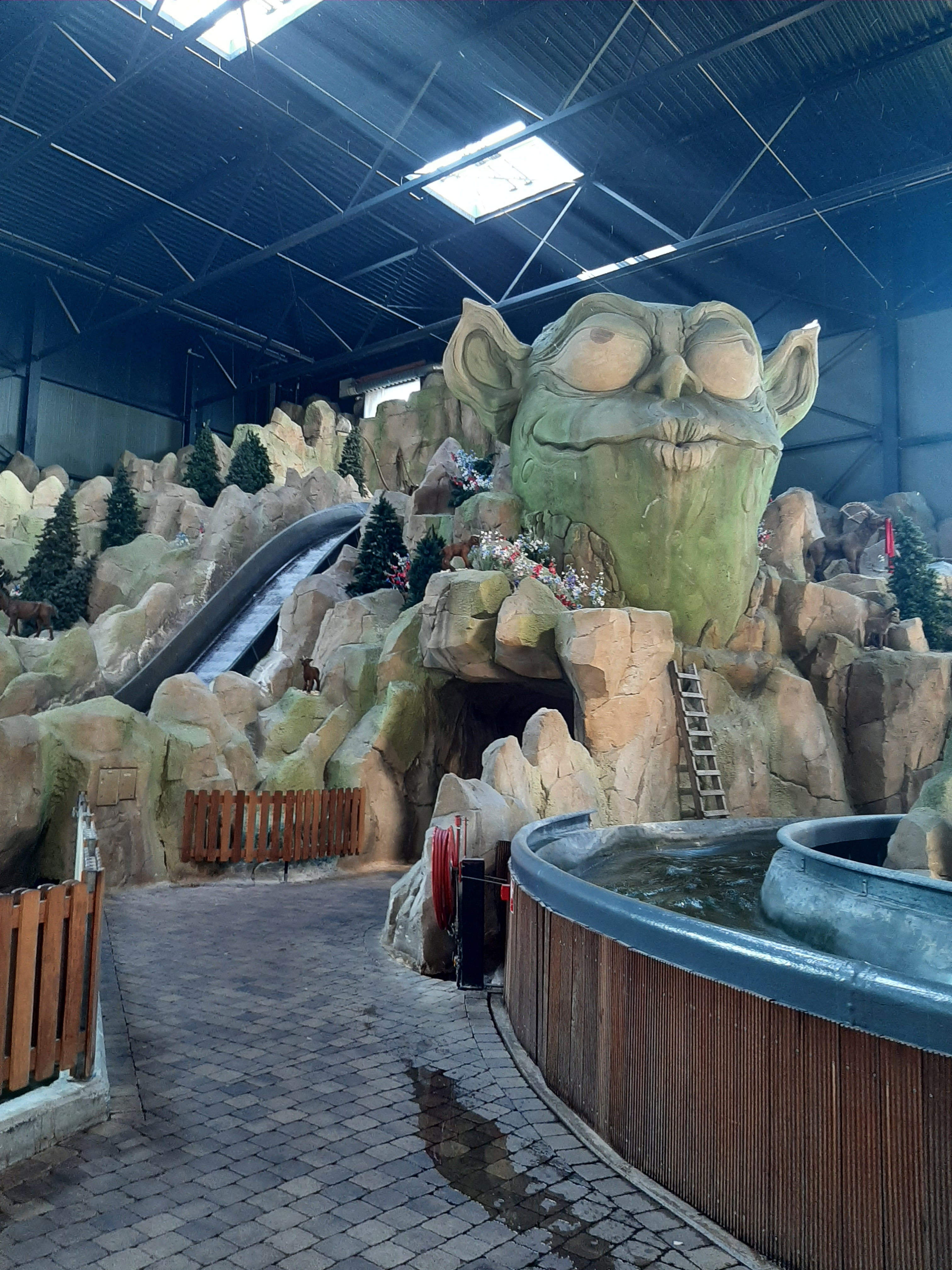
Een afbeelding van Zork omringd door bloemen. Neergelegd door bewoners als offer.

Het achtergrondverhaal van Expedition Zork draait om het fictieve wezen Zork. Bewoners van het dorp Wunderwald denken dat Zork een gevaarlijk wezen is. Bezoekers gaan samen op expeditie met uitvinder Maximus Müller. Maximus is ervan overtuigd dat Zork geen kwaad in de zin heeft. In de wachtrij wandelen bezoekers door en langs verschillende tenten. Hier wordt het achtergrondverhaal verder uitgelicht en ligt er decoratie over Zork en de expeditie. Maximus begeleidt bezoekers gedurende de rit via televisietoestellen die langs de baan opgesteld staan. Aan het eind van de rit wordt duidelijk dat Maximus gelijk had en Zork een vriendelijk wezen is. Hij speelt op een muziekinstrument boven de baan. Ook blijkt hij familieleden te hebben die als animatronic langs de baan te vinden zijn.

## Geschiedenis
Expedition Zork werd geopend in 2004 tegelijkertijd met de opening van het themagebied onder de naam Backstroke.
Op 8 mei 2005 vond er een ongeluk plaats in Backstroke. Een boot werd niet genoeg afgeremd en vloog uit de baan. Twee van de zes inzittenden raakten hierbij gewond en werden naar het ziekenhuis overgebracht. Later bleek dat het waterpeil in de baan te laag was, waardoor de boot niet genoeg werd afgeremd. Kort na het ongeluk werd de attractie veilig verklaard.
Toverland was in 2012 ook aanwezig op de Floriade. Eén van de boomstammen stond er als fotopunt.
Tijdens de wintersluiting van 2014/2015 zijn er enkele aanpassingen gedaan aan de attractie: De wachtrij werd heringedeeld, de attractie kreeg nieuwe muziek en in verband met de komst van Maximus' Blitz Bahn zijn de grote decoratieve bomen verplaatst naar de binnenvijver. In juni 2021 was de attractie meer dan een week gesloten nadat de waterplant die in het water rond de baan groeide ervoor zorgde dat de pompen van de attractie het niet meer aankonden.

### Metamorfose
Op 7 juli 2018 werd de attractie hernoemd naar Expedition Zork. De huidige naam verwijst naar Zork, een figuur van het park. Een beeltenis van Zork is te zien in de rotsen in het binnengedeelte van de attractie. In de winter van 2021-2022 kreeg de attractie een metamorfose met een nieuwe verhaallijn rondom Maximus Müller, die op expeditie gaat naar het mythische wezen Zork. Deze renovatie is gekozen om ook dit gebied te laten voldoen aan de themabelevingen die Toverland in recente gebieden heeft gerealiseerd. Ook werd de attractie technisch nagekeken en gerenoveerd. Op 23 april werd de attractie geopend voor het publiek. In het buitengebied werd een ballenbaan toegevoegd onder de naam Maximus' Wunderball. Bezoekers kunnen deze gebruiken door een bal aan te schaffen in het park. In de weken die erop volgden werd er door het attractiepark nog aandacht besteedt aan de afwerking. Op 14 juli werd, tijdens een familieavond voor het Toverland-personeel, de heropening van de vernieuwde boomstamattractie gevierd. Van de gehele metamorfose werd een achter-de-schermen-documentaire gemaakt die op YouTube geplaatst werd.

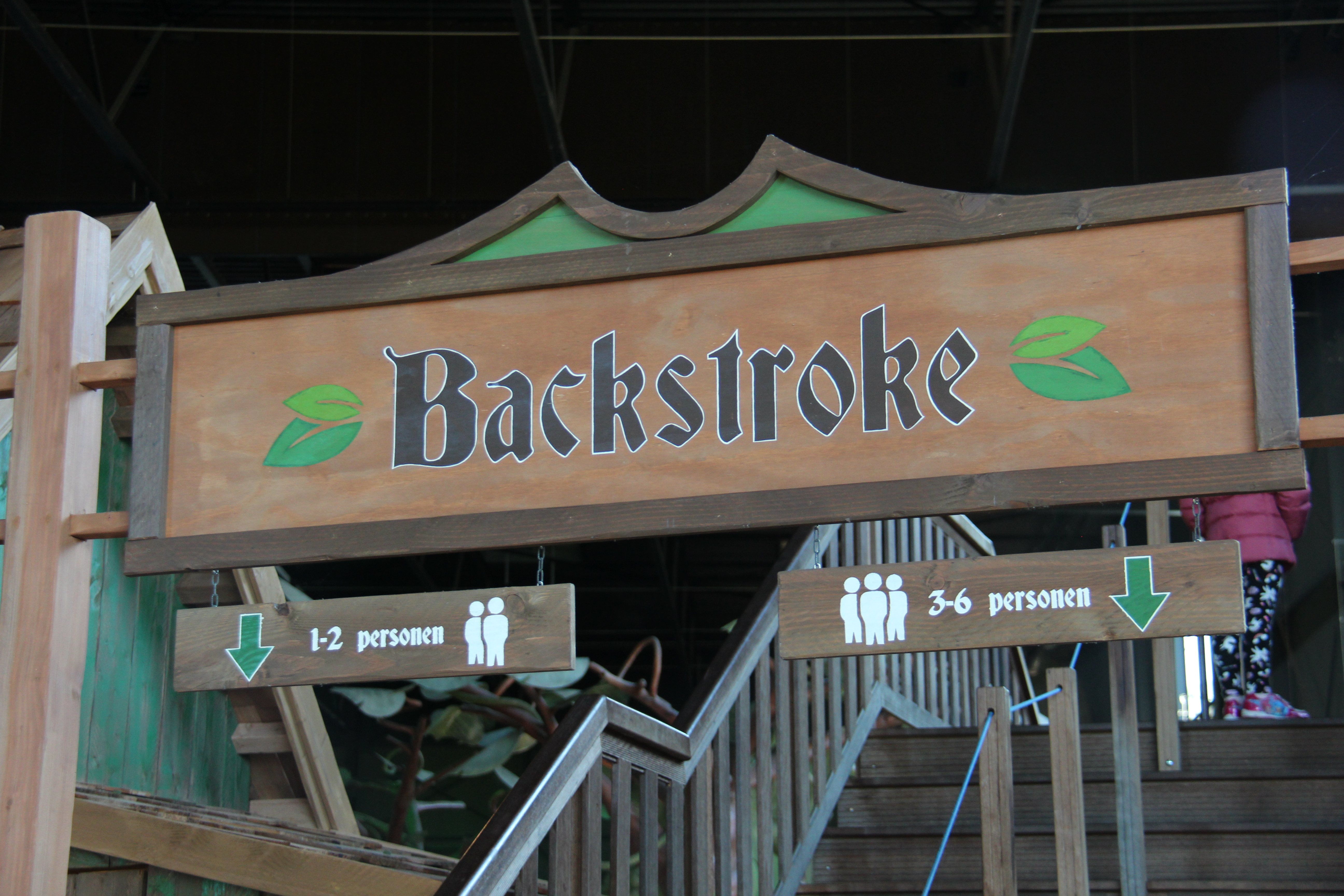
Vorige benaming bij de entree
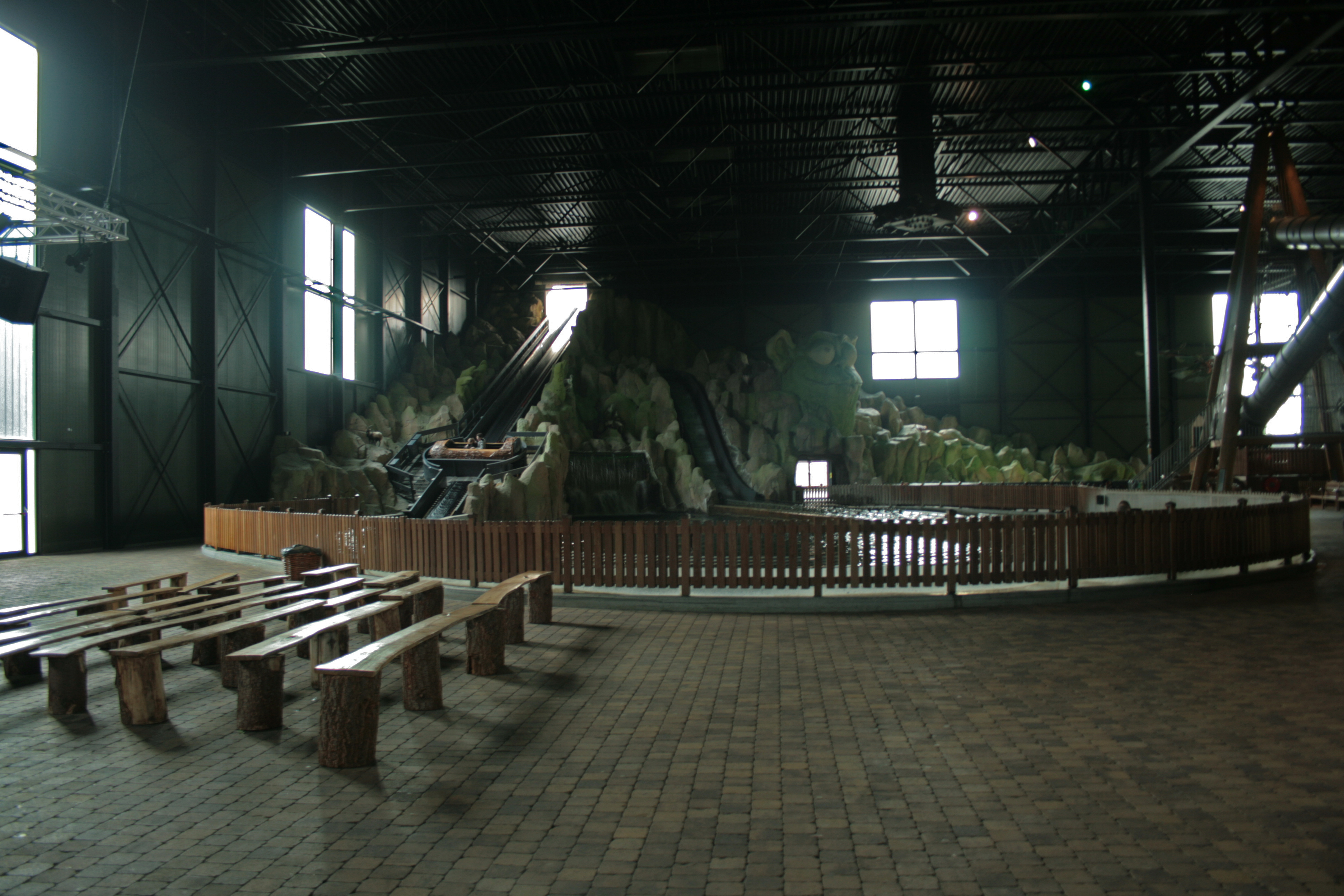
Indoorgedeelte in 2014
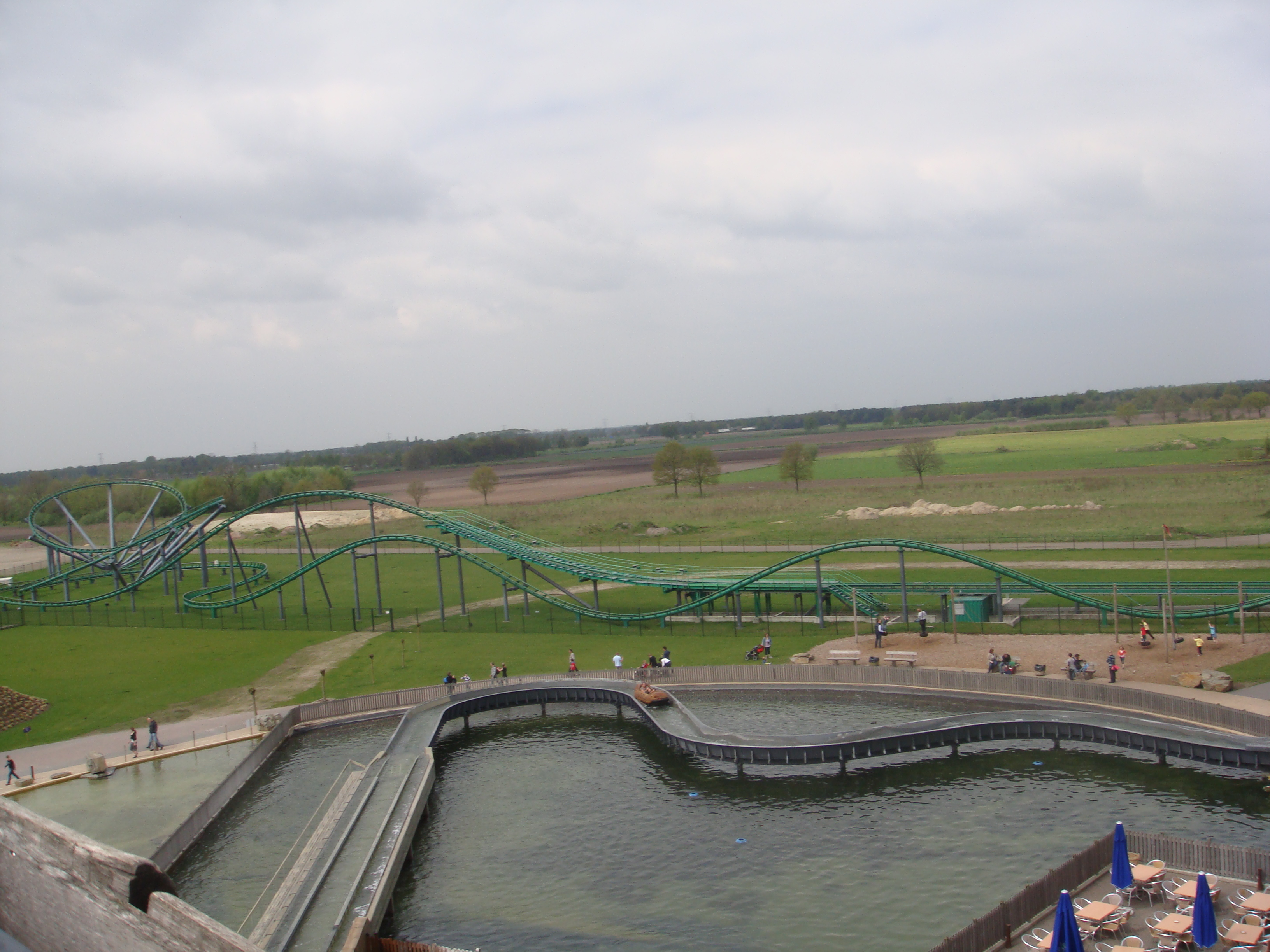
Uitzicht vanaf de tweede afdeling in 2009. Themagebieden Magische Vallei en Port Laguna bestonden nog niet.

## Afbeeldingen

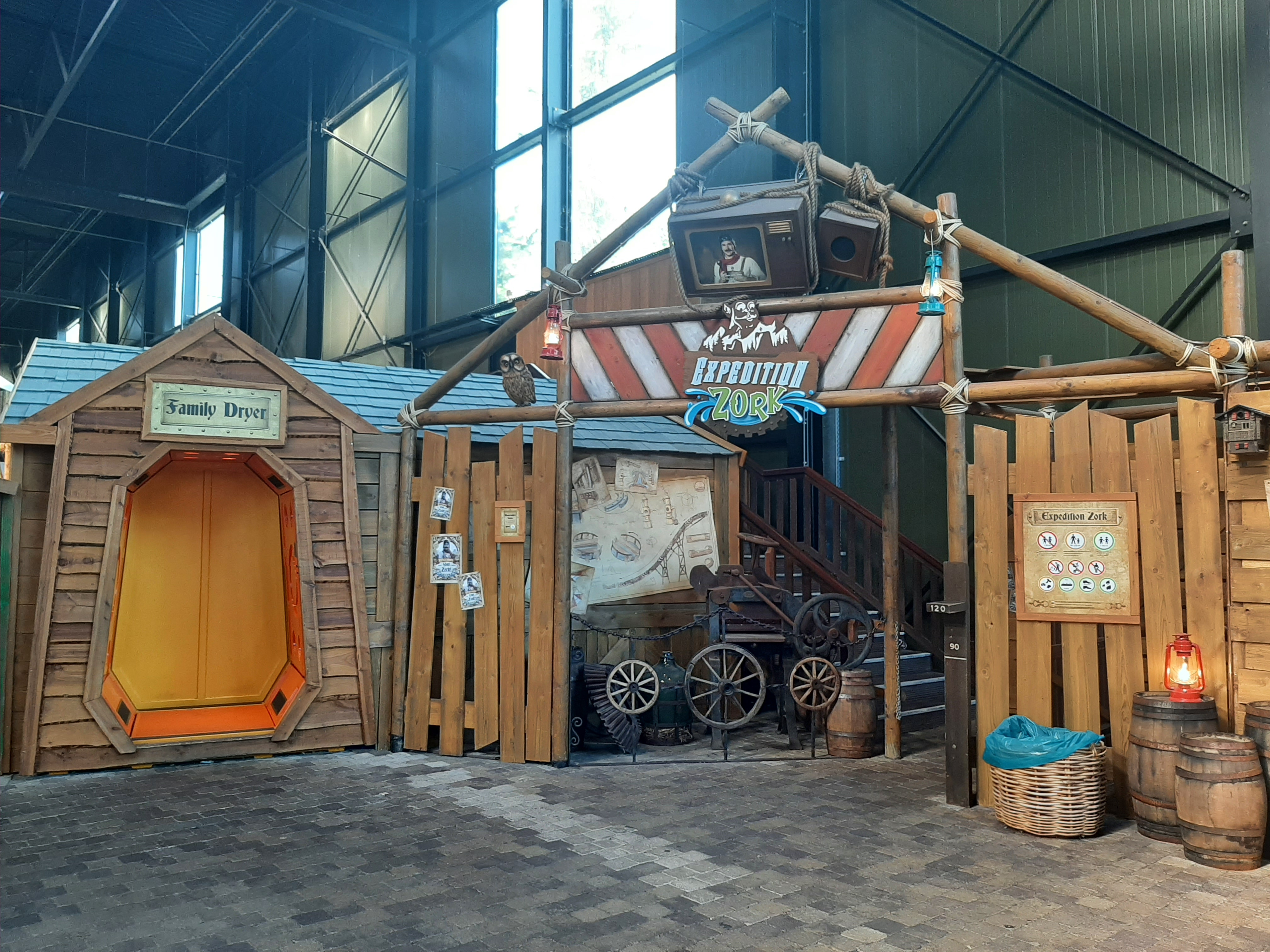
Entree van de boomstamattractie.
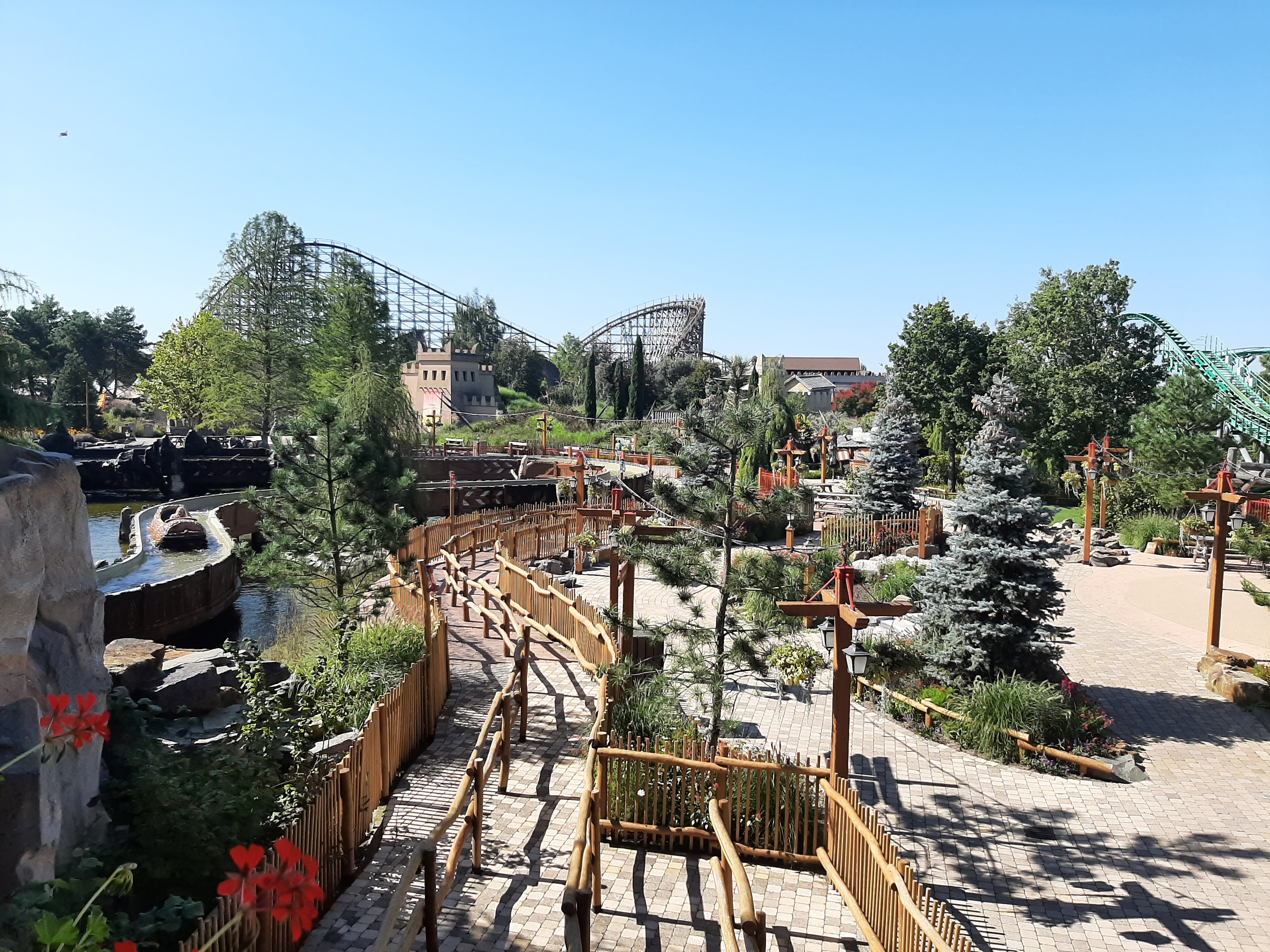
Buitengedeelte van de wachtrij.
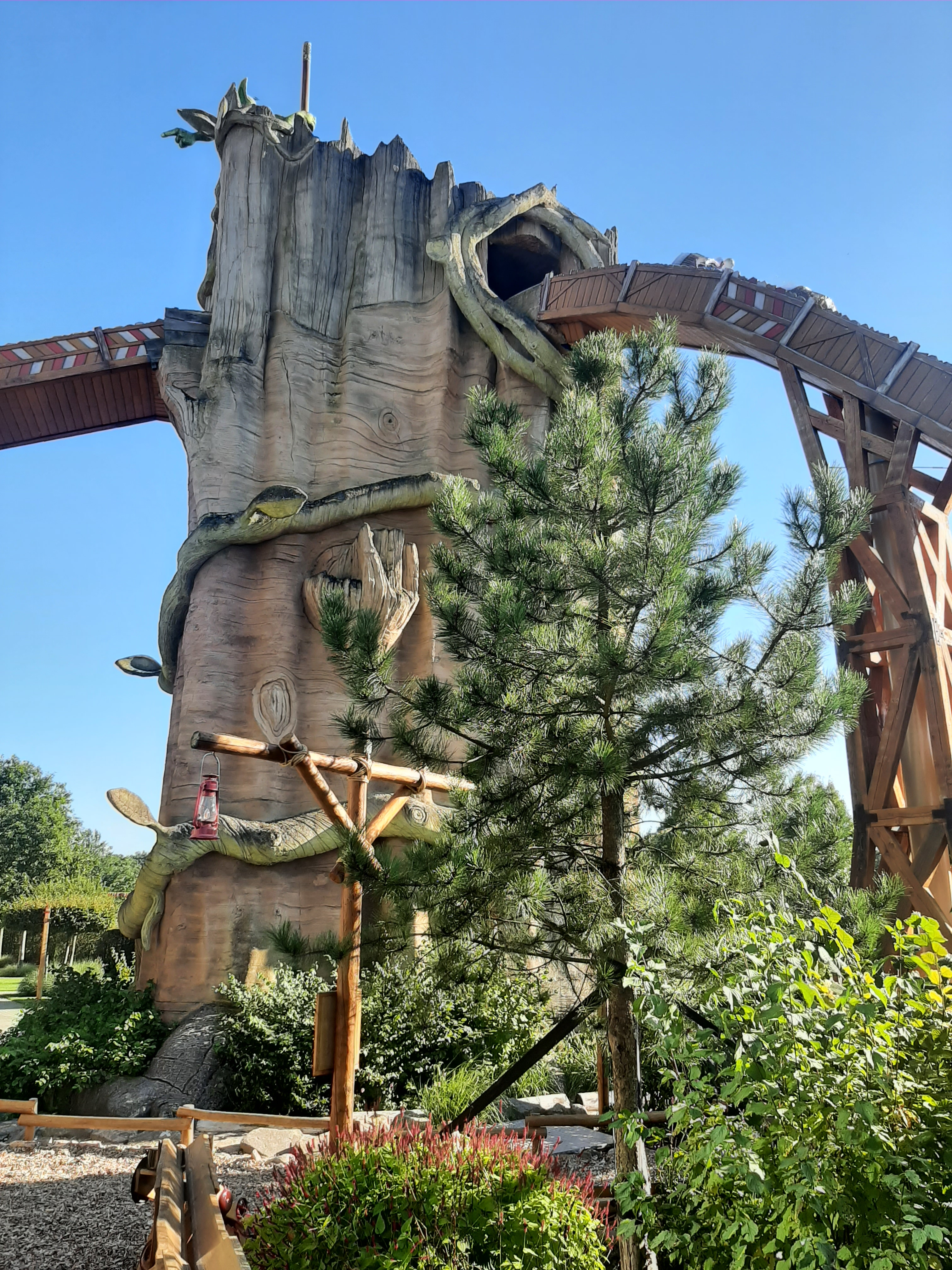
15 meter hoge afdaling.
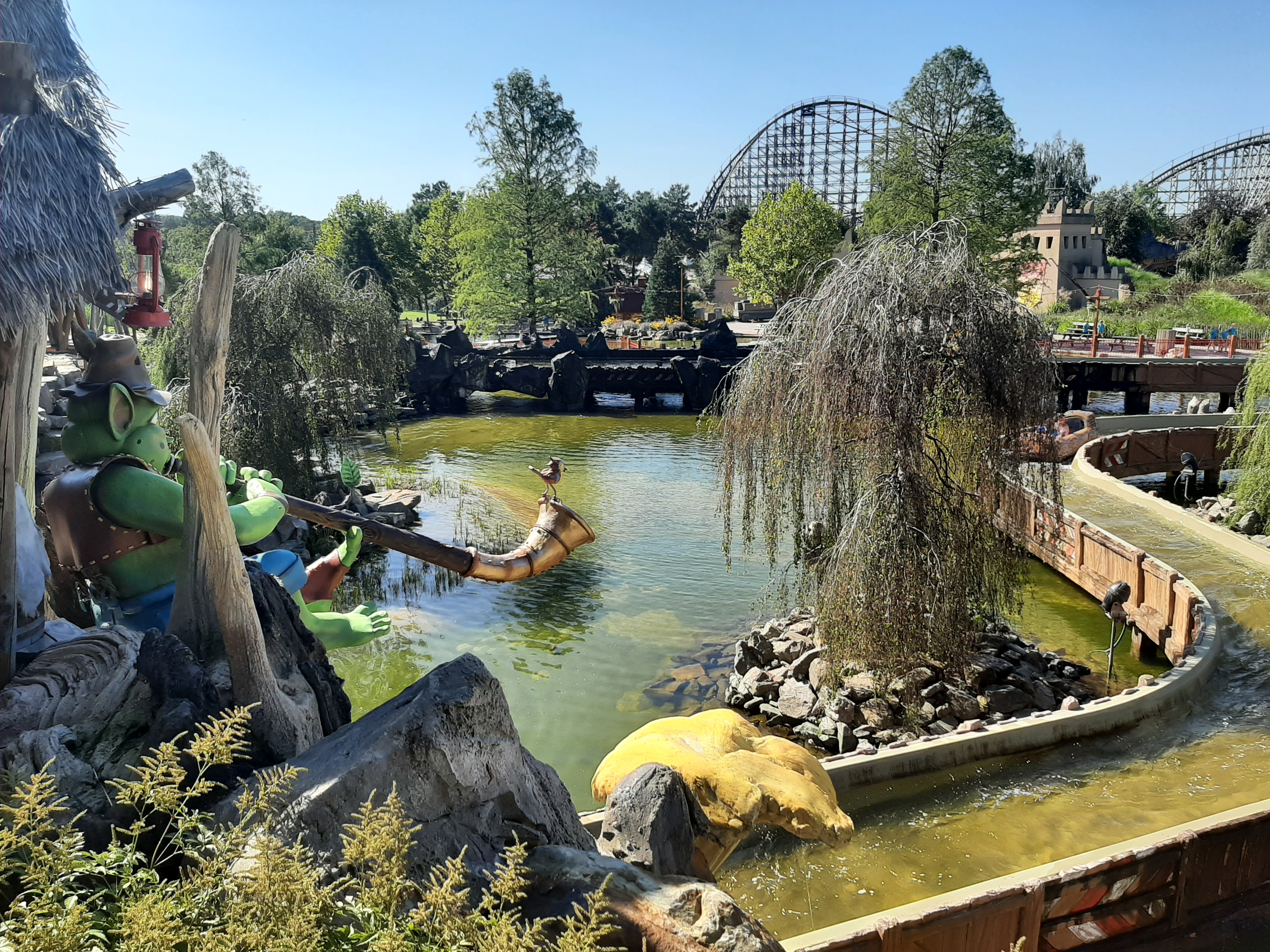
Boven de baan zit Zork een muziekinstrument te bespelen.